# Grigore Manolescu
Grigore Manolescu (Bucarest, 29 marzo 1857 – Parigi, 14 luglio 1892) è stato un attore teatrale rumeno, una delle figure più note nel mondo del teatro rumeno del XIX secolo e particolarmente conosciuto per l'interpretazione di Amleto.

## Biografia
Nato a Bucarest in una famiglia di boiardi, discendente della famiglia Bolintineanu, all'età di 14 anni fu cacciato di casa dal padre, dopo aver scelto, contro la volontà dei suoi genitori, la carriera di attore. Studente del professore Ștefan Vellescu all’Università nazionale di musica, iniziò a recitare dall'età di 16 anni con Matei Millo. Fece il suo debutto nella commedia "Il Poeta Romantico" sul palco della Sala Dacia, nell'ex locanda di Manuc. Dopo la laurea, lavorò a Iasi, poi a Bucarest. Nel 1879 andò a Parigi, come borsista, insieme alla sua compagna di scena e sua futura moglie, Aristizza Romanescu. A Parigi migliorò le sue capacità di attore grazie al professore Louis-Arsène Delaunay e insieme ad altre figure della commedia francese, come Jean Mounet-Sully, Sarah Bernhardt ed Edmond Got. Dal 1880 iniziò a recitare al Teatro Nazionale di Bucarest, dove nel 1882 diventò direttore di scena, prendendo il posto di Mihail Pascaly, successivamente ritornò di nuovo a Iasi nel 1888. Nel 1891 partì per il primo tour a Vienna della troupe del Teatro Nazionale di Bucarest, recitando in "Amleto" e in "Romeo e Giulietta" sul palcoscenico del Carltheater.
L'originalità dell'interpretazione di Manolescu, avvantaggiata dal suo aspetto fisico, era dovuta all'unione tra il suo stato emotivo e la sua capacità espressiva, il suo linguaggio scenico e lo studio meticoloso del testo. Manolescu interpretò in modo espressivo, sobrio e convincente i vari ruoli del repertorio classico nazionale e universale, tra cui: Despot, Ovidiu delle opere di Vasile Alecsandri, Răzvan di "Răzvan e Vidra" di Bogdan Petriceicu Hasdeu, Ion in "Năpasta" di Ion Luca Caragiale (nel 1879 recitò anche nella prima rappresentazione della commedia "Una notte di tempesta "), in "Don Carlos" di Friedrich Schiller, nel ruolo di Ruy Blas nella commedia Victor Hugo, il ruolo di Richard in " The Devil's Disciple ”di George Bernard Shaw, Romeo in "Romeo e Giulietta" e Amleto nell'opera di William Shakespeare.
La sua interpretazione in Amleto ha stabilito un prototipo nella tradizione teatrale rumena. Manolescu stesso tradusse l'opera dalla versione francese di Montagui e Letourneur e la mise in scena. Caragiale difese Grigore Manolescu dopo lo spettacolo del 1881 ne "La volontà nazionale", di fronte ai critici che preferirono la rappresentazione dell'attore ospite italiano Ernesto Rossi. La relazione tra Manolescu e Caragiale si inasprì quando, nel 1888, quest'ultimo assunse la direzione del Teatro Nazionale e, irritato dal dissenso delle tre star - Costantin Nottara, Aristizza Romanescu e Grigore Manolescu, che furono contrari ai cambiamenti che aveva progettato, li licenziò. La permanenza di Caragiale al Teatro Nazionale in qualità di direttore non durò però più di un anno. Grigore Manolescu fu uno dei più grandi ammiratori del poeta Mihai Eminescu e lo visitò durante i momenti difficili del ricovero nella clinica del Dr. Șuțu.
Grigore Manolescu all'età di 35 anni si ammalò di cancro e partì con sua moglie, Aristizza Romanescu, a Parigi per essere curato dal famoso chirurgo Jules-Emile Péan. Morì a Parigi il 14 luglio 1892, un giorno dopo il suo intervento. Il suo corpo fu trasportato in Romania e sepolto, circa due settimane dopo la sua morte, nel cimitero di Bellu a Bucarest.

## Traduzione di opere teatrali
- Amleto di William Shakespeare

- Nerone di Pietro Cossa

- Francesca da Rimini di Silvio Pellico

- Molière di Schiller